# Unione Sportiva Pistoiese 1930-1931
Questa pagina raccoglie i dati riguardanti l'Unione Sportiva Pistoiese nelle competizioni ufficiali della stagione 1930-1931.

## Rosa
| N. |                   | Ruolo | Calciatore         |
| -- | ----------------- | ----- | ------------------ |
|    | Italia (bandiera) | C     | Mario Allorini     |
|    | Italia (bandiera) | D     | Aldo Baldi         |
|    | Italia (bandiera) | A     | Alberto Barni      |
|    | Italia (bandiera) | C     | Enrico Bertini     |
|    | Italia (bandiera) | D     | Egisto Betti       |
|    | Italia (bandiera) | C     | Giovanni Cai       |
|    | Italia (bandiera) | C     | Enrico Canali      |
|    | Italia (bandiera) | A     | Adolfo Chiti       |
|    | Italia (bandiera) | A     | Elio Civinini (I)  |
|    | Italia (bandiera) | D     | Aldo Civinini (II) |
|    | Italia (bandiera) | C     | Lorenzo Gallo      |
|    | Italia (bandiera) | A     | Alessandro Gambino |
|    | Italia (bandiera) | C     | Aldo Giannini      |

| N. |                   | Ruolo | Calciatore           |
| -- | ----------------- | ----- | -------------------- |
|    | Italia (bandiera) | A     | Ferdinando Innocenti |
|    | Italia (bandiera) | A     | Morello Morelli      |
|    | Italia (bandiera) | A     | Elia Puccini         |
|    | Italia (bandiera) | C     | Aldo Querci          |
|    | Italia (bandiera) | A     | Raffaello Niccolai   |
|    | Italia (bandiera) | A     | Mario Rossi (IV)     |
|    | Italia (bandiera) | C     | Libero Simonatti     |
|    | Italia (bandiera) | P     | Mario Spadoni        |
|    | Italia (bandiera) | A     | Rodolfo Stilli       |
|    | Italia (bandiera) | A     | Dino Tasselli        |
|    | Italia (bandiera) | C     | Egidio Turchi        |
|    | Italia (bandiera) | D     | Ilo Vecchi           |